# Martin Reimer
Martin Reimer es un ciclista alemán profesional, nacido el 14 de junio de 1987.
Actualmente corre para el equipo alemán LKT Team Brandenburg. Su mayor éxito fue su victoria en el Campeonato de Alemania en ruta en 2009 tras imponerse a Dominic Klemme y a Roger Kluge.

## Palmarés
2009
- Campeón de Alemania

## Equipos
- LKT Team Brandenburg (2008)
- Cervélo Test Team (2009-2010)
- Skil-Shimano (2011)
- MTN Qhubeka (2013-2014)
- LKT Team Brandenburg (2015)